# أشرف طلفاح
أشرف طلفاح (8 مارس 1975 - 14 نوفمبر 2022) ممثل ومخرج أردني.

## عن حياته
حاصل على بكالوريوس في التمثيل والإخراج من جامعة اليرموك عام 1997، بدأ مسيرته الفنية عام 2006 من خلال الدراما التلفزيونية بمسلسلات (رأس غليص، الأمين والمأمون، دعاة على أبواب جهنم)، ليشارك بعدها في العديد من الأعمال منها (الحسن والحسين، الرحيل)

## من أعماله

### المسلسلات
- الوعد ( ملحمة الحب والرحيل )
- بوابة القدس
- الحسن والحسين
- عطر النار
- أبناء الرشيد
- أبو جعفر المنصور
- حنايا الغيث
- أخوة الدم
- مالك بن الريب
- إختراق[4]

### الأفلام
- المنعطف[5]
- معطف كبير الحجم[6]

## الوفاة
توفي يوم الإثنين 14 نوفمبر 2022، في مصر، إثر تعرضه لاعتداء أدى إلى نزيف في الدماغ ودخل في غيبوبة، وفق ما ذكر نقيب الفنانين الأردنيين محمد يوسف العبادي.

## روابط خارجية
- أشرف طلفاح على موقع IMDb (الإنجليزية)
- أشرف طلفاح على موقع قاعدة بيانات الأفلام العربية